# Khẩu dâm

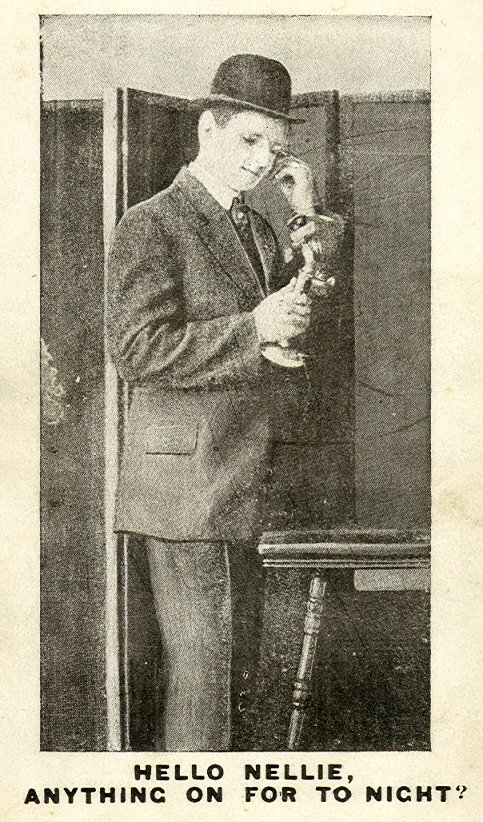
"Saucy" Postcard 1905 - 1915

Khẩu dâm là một loại biểu hiện tính dục đặc biệt bằng cách dùng lời nói để kích thích ham muốn tình dục. Ví dụ khi nói "Người mắc bệnh khẩu dâm" có nghĩa là người đó thích nói về những chuyện dâm dục. Một số biểu hiện tính dục đặc biệt khác là thị dâm, cuồng dâm, loạn dâm, bạo dâm và khổ dâm.